# Geoogde worteluil
De geoogde worteluil (Agrotis clavis) is een nachtvlinder uit de familie van de uilen (Noctuidae). De vlinder heeft een voorvleugellengte van 14 tot 18 millimeter. De soort komt verspreid over het Palearctisch gebied voor. De soort overwintert als rups.

## Waardplant
De geoogde worteluil heeft als waardplant allerlei kruidagchtige planten, waaronder klaver, paardenbloem en zuring.

## Voorkomen in Nederland en België
De geoogde worteluil is in Nederland en België een vrij gewone soort, die verspreid over het hele gebied voorkomt. De vliegtijd is van halverwege mei tot in augustus in één generatie, of in enkele jaren twee generaties.

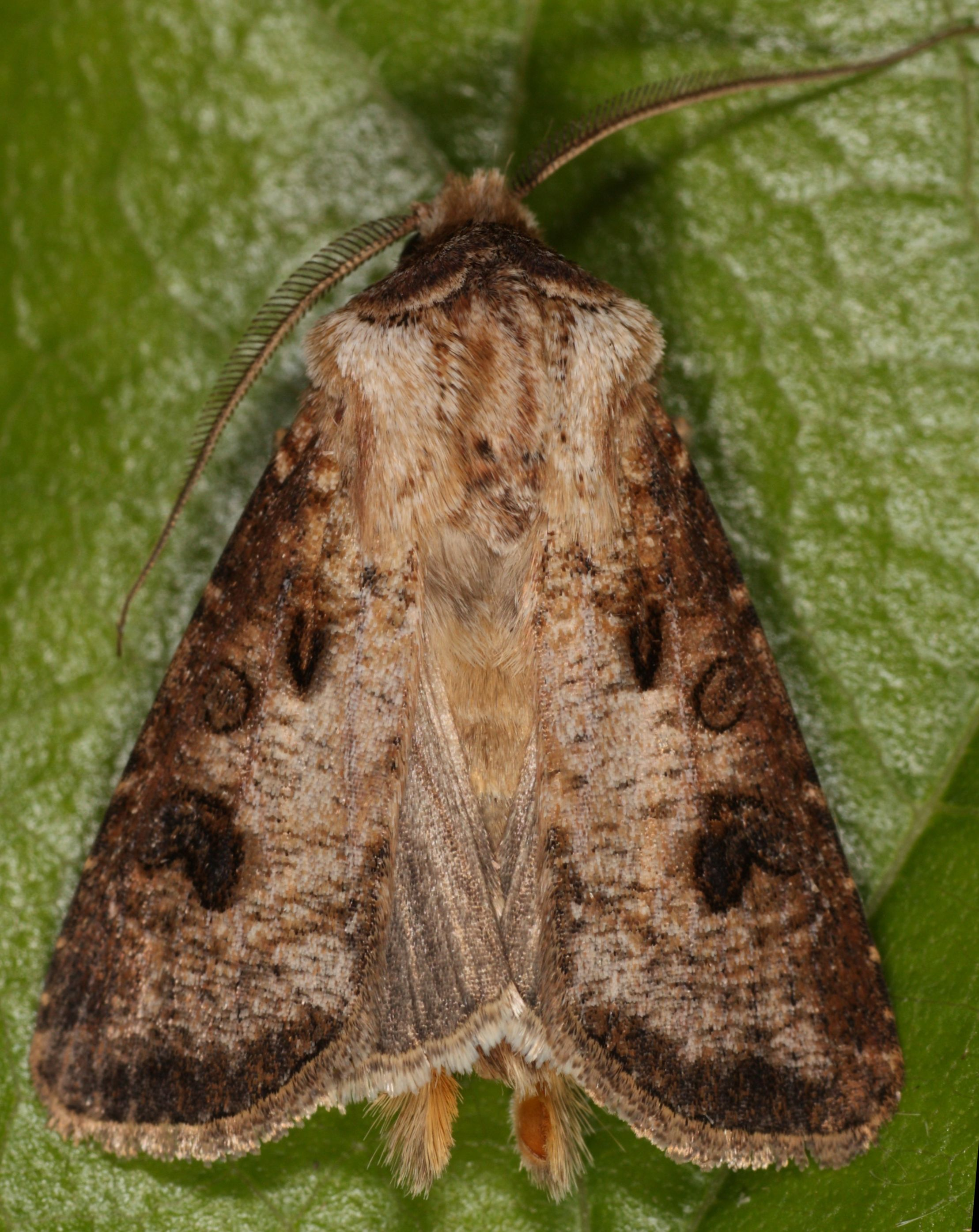
De antennes en rug tonen een duidelijk mannetje
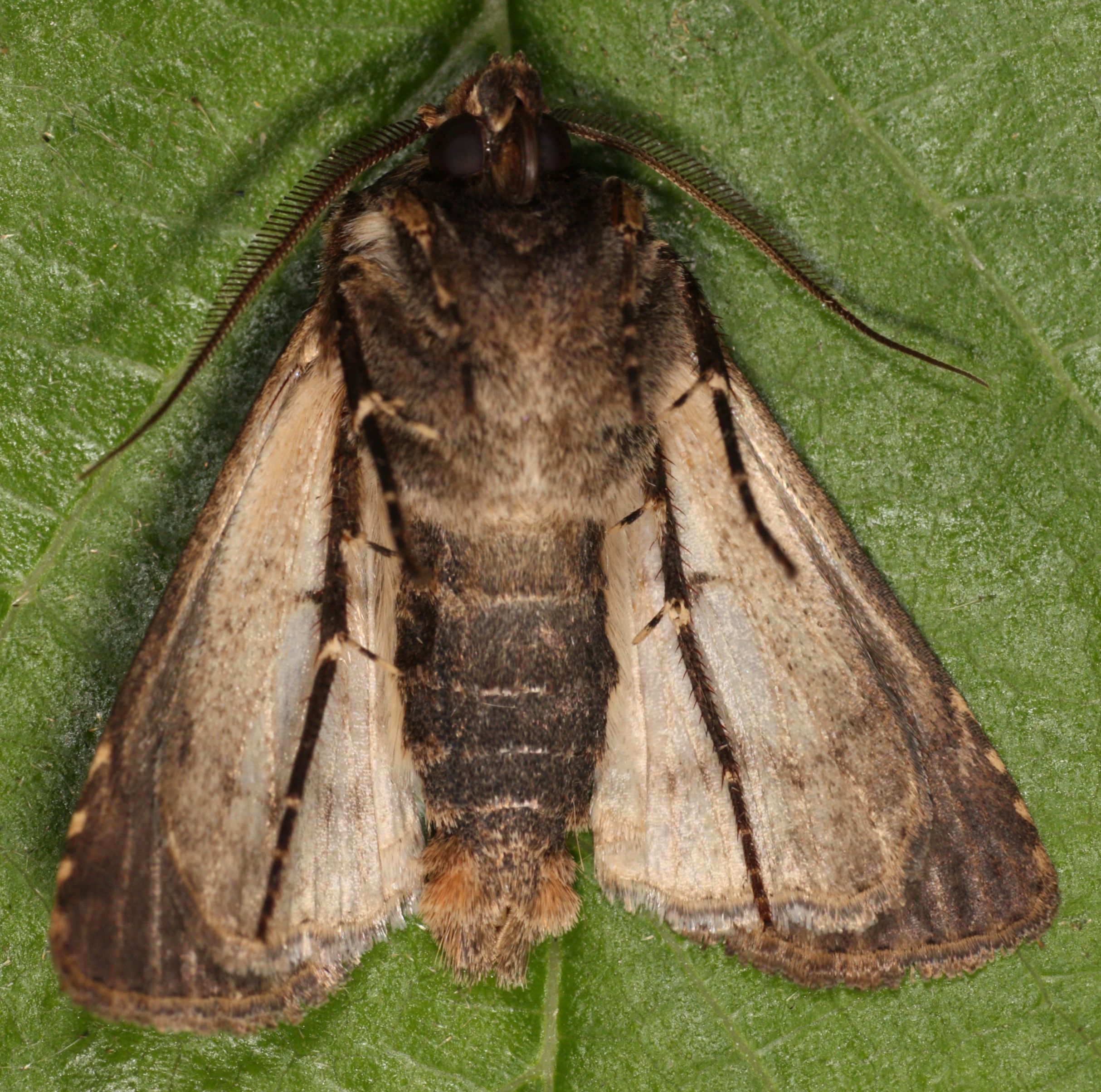
de onderkant
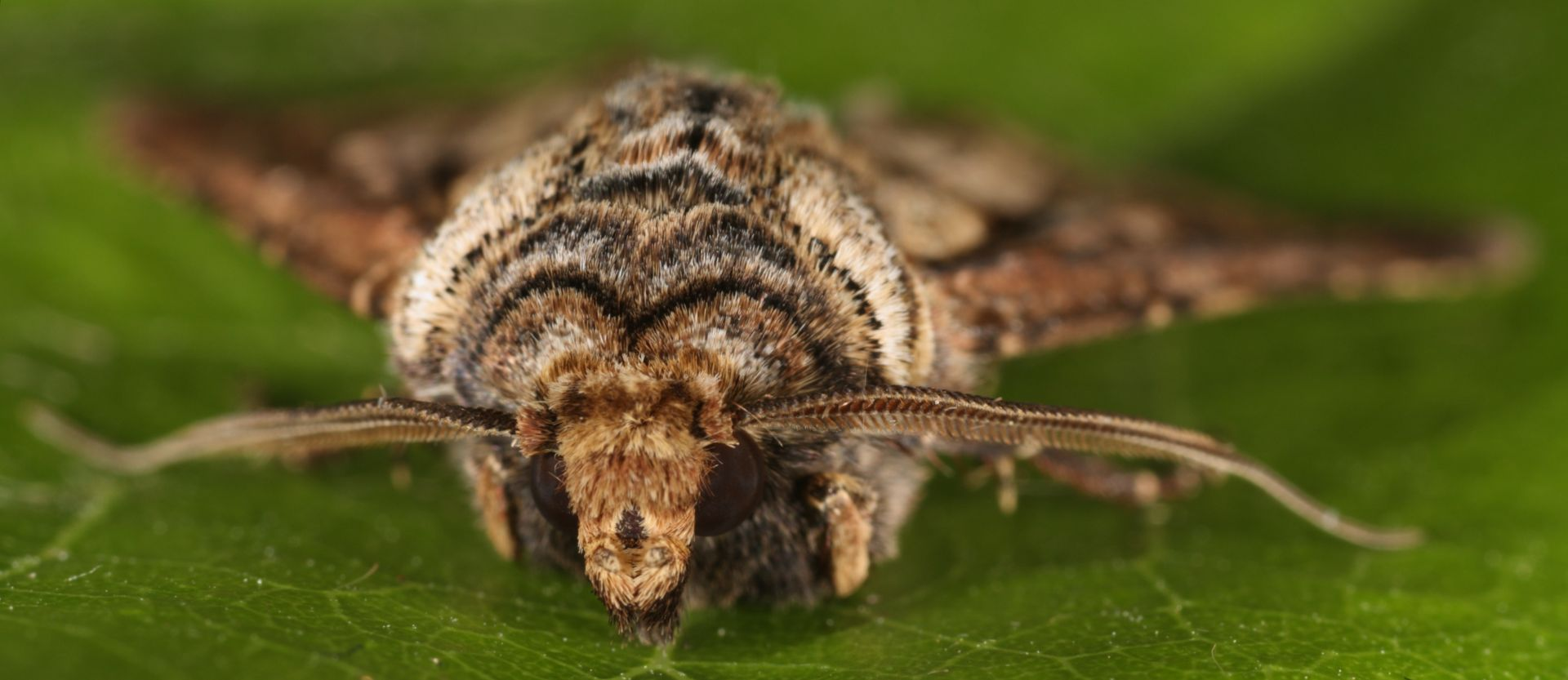
Van de voorkant
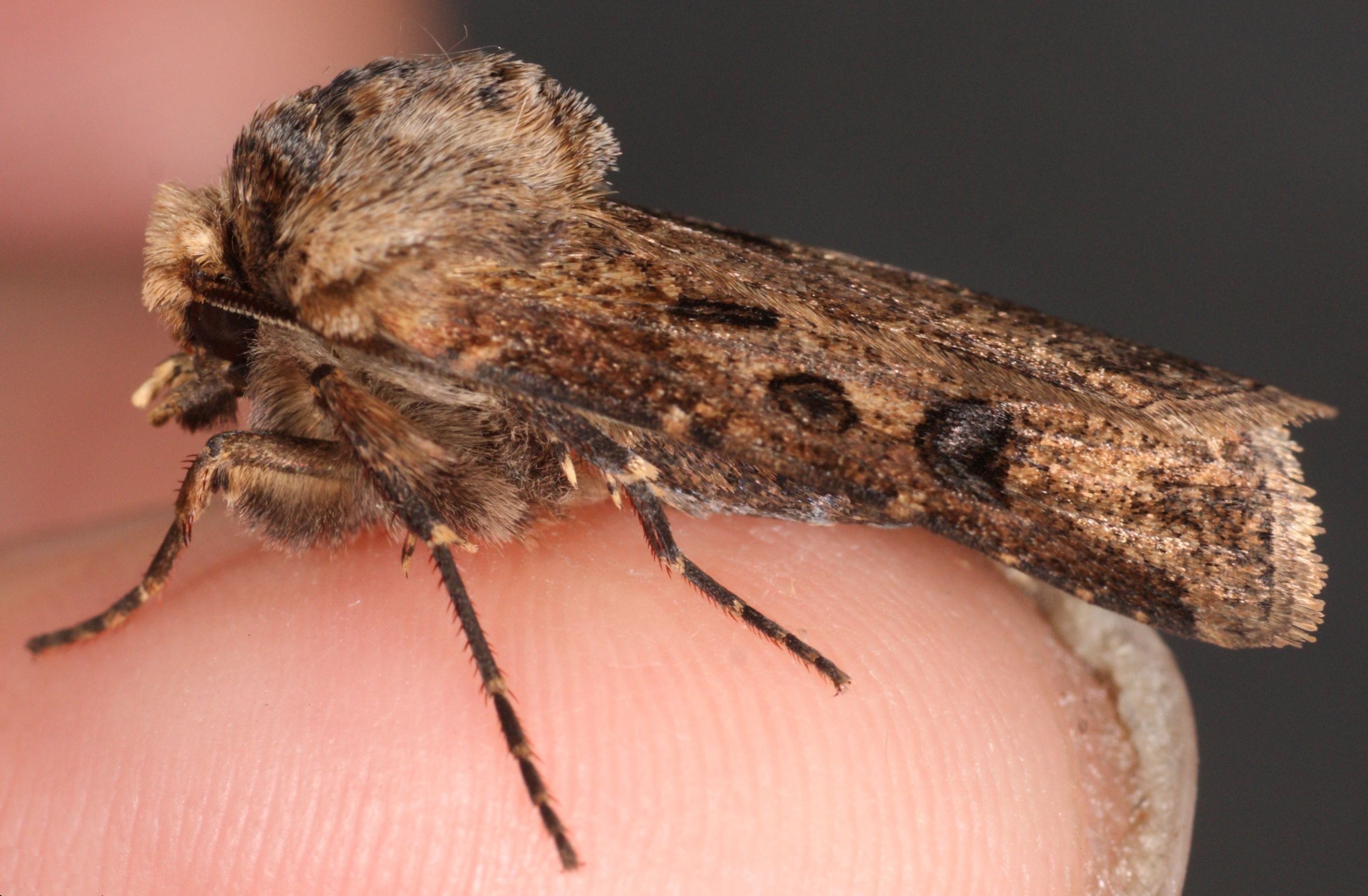
Van de zijkant